# Cássia Eller
Cássia Rejane Eller (* 10. Dezember 1962 in Rio de Janeiro; † 29. Dezember 2001) war eine brasilianische Sängerin. Ihren Musikstil kann man als eine Mischung aus Rock und Música Popular Brasileira bezeichnen.

## Biografie
Nachdem Eller einen Großteil ihrer Jugend in der Stadt Brasília verbracht hatte, brach sie ihre Schulausbildung ab, um an ihren Geburtsort Rio de Janeiro zurückzukehren und eine Karriere als Musikerin zu beginnen. 1990 erlangte sie Bekanntheit in der Underground-Szene mit der Veröffentlichung ihres selbsttitulierten Albums. Auf ihm befand sich Rubens, ein mehrdeutiges Liebeslied, das von den Behörden zensiert wurde. Ihr Nachfolgealbum, das 1992 erschienene E.C.T., wurde als „Kampfschrei für sexuelle Freiheit“ bezeichnet.
1993 wurde Eller Mutter von Francisco Eller. Im selben Jahr machte sie ihre langjährige Beziehung mit Maria Eugênia Vieira Martins bekannt. Sie bekannte sich laut eigener Aussage zu ihrer Homosexualität, um ihrem Sohn Gerüchte in den Medien über seine Mutter zu ersparen. Cássia Eller wurde als eine der prominentesten lesbischen brasilianischen Interpreten auch häufig als die „Melissa Etheridge von Südamerika“ bezeichnet.
Neben ihrer rauchigen Gesangsstimme erlangte Eller Berühmtheit durch ihre provokativen öffentlichen Auftritte. So trat sie unter anderem mit Irokesenschnitt auf oder entblößte ihre Brüste in Fernsehsendungen. Eller posierte nur mit T-Shirt bekleidet für das Coverbild ihres Durchbruchalbums Com Você... Meu Mundo Ficaria Completo. Das Album erreichte Goldstatus und verhalf Eller zur Nominierung zum besten brasilianischen Rockalbum bei den Latin Grammy Awards. Eine weitere Nominierung erhielt sie für ihre Coverversion von Nando Reis’ O Segundo Sol.

## Diskografie

### Studioalben
- Cássia Eller (1990)
- O Marginal (1992)
- Cássia Eller (1994)
- Veneno Anti Monotonia (1997)
- Com Você... Meu Mundo Ficaria Completo (1999)
- Dez de Dezembro (2002)

### Livealben
- Cássia Eller ao Vivo (1996)
- Veneno Vivo (1998)
- Cássia Rock Eller (2000)
- Acústico MTV (2001, BR: Diamant)[2]

### Kompilationen
- Minha História; Música Urbana (1997)
- Millennium (1998)
- Série Gold; Participação Especial (2002)
- Perfil (2003)
- A Arte de Cássia Eller; I Love MPB (2004)
- Novo Millennium (2005)
- Raridades (2008)

### Videoalben
- Com Você... Meu Mundo Ficaria Completo (2000, BR: Gold)
- Acústico MTV (2001, BR: Diamant)
- Álbum MTV (2003)
- Cássia Eller ao Vivo no Rock in Rio (2006)